# Tulipa uniflora
Tulipa uniflora är en liljeväxtart som först beskrevs av Carl von Linné, och fick sitt nu gällande namn av Wilibald Swibert Joseph Gottlieb von Besser och John Gilbert Baker. Tulipa uniflora ingår i släktet tulpaner, och familjen liljeväxter. Inga underarter finns listade.